# Uważam Rze
Uważam Rze. Inaczej Pisane – polski miesięcznik o tematyce skierowanej przede wszystkim do małych i średnich przedsiębiorców, a wcześniej tygodnik społeczno-polityczny wydawany w latach 2011–2016 w Warszawie. Redaktorem naczelnym od listopada 2015 był Paweł Jabłoński. Czasopismo tworzone było we współpracy z dziennikiem „Rzeczpospolita”.

## Historia
Początkowo „Uważam Rze” zamierzone było jako magazyn zawierający przedruki najlepszych tekstów publicystycznych tygodnia z „Rzeczpospolitej”. David Montgomery, szef amerykańskiego Mecomu (współudziałowca akcji „Rzeczpospolitej”) zaakceptował pomysł wydania tygodnika w połowie 2010 roku, kiedy do prac nad nim ściągnięto Michała Karnowskiego. Nazwę „Uważam Rze” wymyślił Radosław Dobrzyński, a w kampanii promocyjnej pisma wykorzystano billboardy przedstawiające czołowych felietonistów i dziennikarzy: Rafała Ziemkiewicza, Michała Karnowskiego, Bronisława Wildsteina, Roberta Mazurka i Igora Zalewskiego. Kampania sugerowała, że głos zabierają osoby kneblowane przez tzw. mainstreamowe media w rodzaju „Gazety Wyborczej” oraz „Wprost” (okres rządów koalicji PO-PSL).
Miesięcznik od momentu powstania poddawał krytyce wybranych dziennikarzy i liberalne tytuły, w tym Monikę Olejnik, Tomasza Lisa, Adama Michnika oraz całą redakcję „Gazety Wyborczej”, oskarżaną przez Wildsteina o bycie rzekomym „biurem prasowym ambasady Federacji Rosyjskiej”. Pismo promowało zdaniem lewicowego publicysty Jakuba Dymka model „dziennikarstwa tożsamościowego”, opartego na silnie zorientowanej ideologicznie interpretacji wydarzeń, które media głównego nurtu opisywały jako rzekomo „obiektywne”. „Uważam Rze” promowało światopogląd konserwatywny, kładąc nacisk na rolę rodziny i tradycyjnego małżeństwa, kwestionując liberalną demokrację, zasadność przynależności Polski do Unii Europejskiej i heroiczny mit powstania warszawskiego. Przedmiotem krytyki pisma była również liberalnie zorientowana klasa średnia, którą Mazurek określał mianem „lemingów”.
Pomiędzy majem i 17 czerwca 2013 roku pismo zaczęło zmieniać formułę, by stać się ostatecznie tytułem skierowanym głównie do małych przedsiębiorców i koncentrującym się na gospodarce. Pismo rozpoczęło współpracę z Ruchem Niepokonani, skupiającym przedsiębiorców twierdzących, że pokrzywdziło ich państwo. Od 25 listopada tego samego roku pismo zostało przekształcone w miesięcznik.

## Tematyka pisma
Pierwszy numer pisma zawierał działy: Peryskop, Temat Tygodnia, Kraj, Kultura, Opinie i Historia, Świat, Biznes, Życie i Nauka, Podwieczorek. W numerze drugim nie było działu Temat Tygodnia i Podwieczorek, a pojawił się dział Media. W czasopiśmie ukazywały się również wywiady Michała i Jacka Karnowskich z postaciami polskiego życia publicznego.

## Zespół redakcyjny
Redaktorzy naczelni
- Paweł Lisicki: 7 lutego 2011–28 listopada 2012[16]
- Jan Piński: 28 listopada 2012[16]–październik 2013[17]; 18 maja 2014[18]–17 listopada 2015[4]
- Rafał Otoka-Frąckiewicz: październik 2013–19 maja 2014[17]
- Paweł Jabłoński: 17 listopada 2015[4]–21 listopada 2016

Po odwołaniu pod koniec listopada 2012 Pawła Lisickiego z funkcji redaktora naczelnego oraz jego zastępcy Michała Karnowskiego  decyzję o odejściu i rezygnacji ze współpracy podjął zespół dziennikarzy i felietonistów pisma: Piotr Gabryel, Jacek Karnowski, Bronisław Wildstein, Piotr Semka, Piotr Cywiński, Krzysztof Feusette, Igor Janke, Rafał Ziemkiewicz, Piotr Zaremba, Cezary Gmyz, Robert Mazurek, Wiktor Świetlik, Łukasz Warzecha, Piotr Zychowicz, Marek Pyza oraz stali współpracownicy, m.in.: Andrzej Horubała, Piotr Gursztyn, Waldemar Łysiak (pisał od numeru 11/2011), Łukasz Adamski, Maja Narbutt, Piotr Gontarczyk, Andrzej Krauze, Sławomir Cenckiewicz, Jerzy Jachowicz, Maciej Pawlicki, Igor Zalewski, Eryk Mistewicz, Jerzy Marek Nowakowski, Janusz Rolicki, Dorota Gawryluk i Czesław Bielecki.
30 listopada 2012 publicystą pisma został Janusz Korwin-Mikke. W grudniu do redakcji dołączyli też m.in.: Aleksander Piński, Piotr Ikonowicz, Andrzej Urbański, Paweł Zarzeczny i Dariusz Krupa. Zastępcą redaktora naczelnego został Krzysztof Galimski. W tygodniku publikowali także między innymi Marcin Hałaś, Krzysztof Barański, Tomasz Teluk, Wiesław Kot, Paweł Łepkowski.

## Średnia sprzedaż
W pierwszym miesiącu sprzedaży tygodnik osiągnął trzecie miejsce w rankingu sprzedaży Związku Kontroli Dystrybucji Prasy wśród tygodników opinii, po Gościu Niedzielnym i „Polityce”. W czerwcu 2011 roku „Uważam Rze” zdobył pozycję lidera w segmencie tygodników opinii. W listopadzie 2012 roku (ostatni miesiąc kierowania redakcją przez Pawła Lisickiego) średnia sprzedaż tygodnika wynosiła około 126 tys. egzemplarzy. Miesiąc później sprzedaż spadła do około 64 tys. egzemplarzy, a styczniu 2013 do niecałych 30 tys. egzemplarzy.
| Okres   | Sprzedaż ogółem |
| ------- | --------------- |
| 2011    | 133 120         |
| 2012-01 | 129 329         |
| 2012-02 | 136 547         |
| 2012-03 | 130 782         |
| 2012-04 | 144 534         |
| 2012-05 | 129 574         |
| 2012-06 | 126 488         |
| 2012-07 | 128 531         |
| 2012-08 | 132 995         |
| 2012-09 | 130 443         |
| 2012-10 | 127 027         |
| 2012-11 | 126 113         |
| 2012-12 | 64 179          |
| 2013-01 | 29 856          |
| 2013-02 | 24 438          |
| 2013-03 | 20 532          |
| 2013-04 | 17 880          |
| 2013-05 | 13 444          |
| 2013-06 | 14 297          |
| 2013-07 | 14 161          |